# Stavba dráhy
Stavba dráhy je stavba nového nebo rekonstrukce stávajícího:
- zařízení používaného k jízdě drážních vozidel (např. koleje, trolejové vedení, elektrická měnírna, zabezpečovací zařízení, železniční přejezd, pokládka telefonního kabelu atd.),
- zařízení které bude sloužit pro potřebu dráhy bez ohledu, je-li v obvodu dráhy či nikoliv (např. osvětlení nástupiště, rampa pro nakládku železničních vozů, skladiště kusových zásilek, pokladna pro prodej jízdenek, přívod vody pro staniční budovu atd.).

Každá stavba dráhy musí být schválena a následně zkolaudována speciálním stavebním úřadem, tj. drážním úřadem. Závazné parametry pro stavbu dráhy jsou stanovy ve „Vyhlášce Ministerstva dopravy č. 177/1995 Sb., kterou se vydává stavební a technický řád drah,“ ve znění pozdějších vyhlášek. Přezkušují se zejména parametry provozně technické, bezpečnostní a spolehlivostní.